# 汕头大学法学院
汕头大学法学院是汕头大学的下属学院，前身为成立于1982年的汕头大学法律系，现有“法学系”及“公共管理系”两个学系与八个教研室及十一个下属教学及研究单位，开设“法学（民商经济法方向）”、“法学（律师实务与纠纷解决方向）”、“法学（国际法比较法方向）”、“行政管理（比较地方政府管理方向）”、“行政管理（社会管理方向）”、“公共事业管理（卫生事业管理方向）”、“公共事业管理（教育事业管理方向）”、“公共事业管理（性别研究与公共政策方向）”等八个本科课程，并有“行政管理”、“公共管理”、“公共卫生”、“法律硕士”四个硕士研究生教学点。

## 历史沿革
1982年，汕头大学筹备成立法律系。
1983年，当时的汕头大学法律系迎来第一届本科生50人。
1993年7月，汕头大学将“法学系”与“经济系”合并为“法商学院”。
1996年7月，汕头大学将“法商学院”拆分为“法学院”与“商学院”。
1998年9月，汕头大学将原属“文学院”的“行政管理系”并入“法学院”，并于2003年正式改名为“公共管理系”。
2015年4月18-19日，由山东大学法学院和汕头大学法学院共同举办的首届“中英比较公法研讨会”在山东大学（济南）洪家楼校区举行。

## 管理架构

### 管理团队
副院长
| - 李平教授 - Michael Palmer教授 |

| 党总支书记 - 苏文记先生 | 行政总监 - 陈学义先生 |

### 学术团队
| 系主任 - 法学系: 熊金才副教授 - 公共管理系: 黎尔平教授 |

| 教研室主任 - 宪法行政法教研室:邓剑光 - 民商法学教研室:刘小勇 - 刑事法学教研室:陈瑞林 - 国际法学教研室:陈滨生 - 行政管理教研室:侯保疆 - 政治学教研室:魏红英 - 公共事业管理教研室:秦国柱 | 研究机构主任 - 汕头大学地方政府发展研究所（所长：李平） - 长江谈判及争议解决中心（主任：Michael Palmer） - 国际贸易法研究中心（主任：张月姣） - 比较婚姻法研究中心(主任：熊金才) - 海商法研究与咨询中心（主任:李广辉） - 社会调查与咨询中心（主任：闫志刚） - 东亚政治与法律研究中心 （主任：铁木尔高力套，副主任：Michael Palmer） - 环境政策与法律研究中心 （主任：邓剑光，副主任：Michael Palmer） - 宪政与法治研究中心 （主任：聂铄，副主任：Michael Palmer、陈瑞林）） - 法学教育与改革研究中心 - 公共卫生政策研究中心 |

### 行政机构
| - 行政办公室 |

### 其他机构
| - 团委办公室 | - 职业拓展中心 | - 图书资料室 |

### 历任领导
| 历任顾问 - 胡红玉：2003年至2010年； | 历任院长 - 段秋关：1996年； - 孙效敏：2002年2月至2002年3月； - 杜钢建：2007年3月至2009年10月； 代院长 - 杨诚：2009年10月至2010年2月 历任行政总监 - 陈学义：2009年至今； | 历任主持工作副院长 - 周伟：1998年 - 李平：2002年1月至2002年6月 - 李平：2010年2月至今 历任院党总支书记 - 张 萍：1983年至1993年 - 罗念潮: 1993年至1996年 - 李永金: 1998年至2002年 - 苏文记: 2006年至今 |

## 教研单位

### 学系设置
| - 法学系 - 宪法行政法教研室 - 民商法学教研室 - 刑事法学教研室 - 国际法学教研室 | - 公共管理学系 - 行政管理教研室 - 政治学教研室 - 行政文化教研室 - 公共事业管理教研室 |

### 研究机构
| - 汕头大学地方政府发展研究所 - 长江谈判及争议解决中心 - 国际贸易法研究中心 - 东亚政治与法律研究中心 - 宪政与法治研究中心 - 环境政策与法律研究中心 | - 比较婚姻法研究中心 - 海商法研究与咨询中心 - 法学教育与改革研究中心 - 社会调查与咨询中心 - 公共卫生政策研究中心 |

### 其他教研单位
| - 法律援助研究中心 |

### 实习基地
| - 广东省汕头市中级人民法院 - 广东省汕头市金平区人民政府 - 广东省汕头市人民检察院 - 广东省汕头市仲裁委员会 - 广东省汕头市金平区人民检察院 - 广东国源岭东律师事务所 - 广东省深圳市知识产权研究会 | - 广州省惠州市中级人民法院 - 广东省东莞市第一人民法院 - 广东省东莞市第二人民法院 - 广东省汕头市龙湖区人民法院 - 广东省汕头市龙湖区人民检察院 - 广东中大中律师事务所 - 广东省汕头市律师协会 |

## 学生团体
| - 学生会 | - 共青团 | - 法学社 | - 辩论队 |

## 大型活动
- 汕头大学地方政府发展研究所举行揭牌仪式暨地方政府发展论坛[2]
- 汕头大学法学院承办“中国-澳大利亚百所著名法学院院长联席会议”[3]
- 汕头大学法学院举办“亚洲太平洋地区法学院院长联席会”[4]
- 汕头大学法学院举办“汕头大学公共卫生论坛”[5]
- 汕大法学院联合亚太法学会、中央电视台“经济与法”栏目、广东省法学会法学教育研究会举办“亚太法学教育论坛”[6]
- 汕头大学法学院举办2009公共管理与地方政府发展论坛[7]
- 汕头大学法学院联合北京大学和中国行政管理杂志社举办“公共管理与地方政府创新”研讨会[8]